# Mai Badem!
Mai Badem!: periòdic de broma i barrila va ser una publicació satírica que sortí a Reus el 1931.

## Història
Segons l'historiador i estudiós de la premsa satírica reusenca Marc Ferran, el seu contingut, molt polititzat, com altres publicacions d'aquest període, anava en detriment del seu humor. Els temes que més tractava, tot i que en la seva presentació no ho va definir, eren la qüestió nacional i l'anticlericalisme, des de postures radicals en els dos aspectes. Mostrava una gran simpatia per Esquerra Republicana i per Francesc Macià.
La publicació explicava les actituds del jovent reusenc en les relacions socials i la vida quotidiana: parlava dels balls, dels festeigs, i mostrava els llocs de la ciutat més freqüentats pels lectors, joves obrers i dependents, propers a Esquerra Republicana. Publicaven xafarderies, crítiques i suports de les parelles que festejaven, esbombant el caire de la relació i els enganys dintre de la parella. Criticaven els que s'enfadaven per sortir a la publicació i també els que s'enfadaven per no sortir-hi. Feien menció de les noies més maques i de les més lletges. Tot amanit amb comentaris de caràcter polític que afectaven Reus o tot Catalunya. Les dues primeres planes eren articles d'opinió, normalment sobre temes reusencs, com les irregularitats del Banc de Reus (núm. 2, 29-VIII-1931) o la rebuda que es va fer a la ciutat al president Macià (núm. 3, 19-IX-1931). Fins i tot es lamenten de la prohibició per part del govern civil del seu rival La Patacada. Les 10 pàgines restants són xafarderies agrupades per seccions.
Les seccions fixes eren: "Tot passejant...", "Granets d'anís", Correspondència", "Carta d'amor". Parlava també d'esports. Els redactors coneguts eren Francesc Trill i Salvador Nolla, que actuaven també com a directors. Els col·laboradors habituals sempre signaven amb pseudònims: "6-ku", "K-ton", "Molt-kan-ssat", "1/2 Armilla". Però segons La Patacada (16-VIII-1931) hi escrivien Domínguez i Rabassa. Aquest últim era el titular de la impremta on s'imprimia la revista. Les dues primeres planes de cada número eren articles d'opinió i les 10 pàgines restants, xafarderies agrupades per seccions. Polemitzà amb La Patacada. No se sap l'últim nombre real que va aparèixer, però l'últim conservat és el del 17 d'octubre de 1931.

## Aspectes tècnics
El primer número va sortir el 14 d'agost i el darrer conegut, (núm. 5), el 17 d'octubre de 1931. De format quartilla, totes les pàgines tenien dues columnes excepte la primera a una sola columna més ampla. Els titulars eren sensacionalistes. S'imprimia a les Arts Gràfiques Rabassa, al carrer de la Creu Vermella o del Vent, 23. La redacció era a la mateixa impremta.

## Localització
- Biblioteca Central Xavier Amorós de Reus.[3]